# 宮後浩
宮後 浩（みやご ひろし、1946年1月 - ）は、日本のデザイナー。芸術学博士。株式会社コラムデザインセンターならびに株式会社コラムデザインスクール代表取締役。
建築パースを中心に、店舗、工場などのデザインから企業CI（コーポレートアイデンティティ）のデザインコンサルティングなど幅広く手がける。
関西での手描き建築パース制作の第一人者として、建築デザインの実践的教育をめざし教育業務にも力を入れている。

## 略歴
- 1946年：大阪府で生まれる。
- 1964年：大阪星光学院高等学校卒業。
- 1968年：多摩美術大学立体デザイン学科インテリアデザインを卒業。その後、建築設計事務所勤務。
- 1972年：建築デザイン事務所としてコラムデザインセンターを設立。
- 1973年：同事務所にて「実践パース教育講座」を開講。教育業務をスタートする。
- 1980年：「株式会社コラムデザインセンター」として法人登記。
- 1985年：教育部門を「株式会社大阪パースアカデミー」として法人登記。
- 1991年：「株式会社大阪パースアカデミー」を「株式会社コラムデザインスクール」に改名。
- 2008年：造形デザイン分野において博士号（芸術学）を取得
- 2011年：瑞宝単光章を受章。

現在、デザイン業務の傍ら、近畿大学理工学部建築学科、スペースデザインカレッジ京都校など各種学校等で講師、講演を勤める。
建築図面製作技能検定の大阪府技能検定委員
インテリア産業協会インテリアコーディネートコンテスト審査員
自分の作品に押印するために趣味として始めた篆刻で、2003年には日展（日本美術展覧会）の入選を果たす。